# Championnat d'Égypte de football 2007-2008
Navigation
Saison précédente Saison suivante
La saison 2007-2008 du Championnat d'Égypte de football est la 51e édition du championnat de première division égyptien. Seize clubs égyptiens prennent part au championnat organisé par la fédération. Les équipes sont regroupées au sein d'une poule unique où elles rencontrent leurs adversaires deux fois, à domicile et à l'extérieur. À l'issue du championnat, les trois derniers du classement sont relégués et remplacés par les trois meilleures équipes de D2.
C'est le club d'Al Ahly SC, triple tenant du titre, qui remporte à nouveau la compétition, après avoir terminé en tête du classement final, avec dix-sept points d'avance sur l'Ismaily SC et le Zamalek SC. C'est le 33e titre de champion d'Égypte de l'histoire du club.

## Les clubs participants
| - Al Ahly SC - Zamalek SC - Ittihad Alexandrie - Ismaily SC - Itesalat - Promu de D2 - Suez Ciment - ENPPI Club - Petrojet Football Club | - Tala'ea El Geish - Baladiyyat El Mahallah - Promu de D2 - Aluminium Nag Hammadi - Promu de D2 - Al-Moqaouloun - Al-Masry Club - Ghazl El Mahallah - Haras El Hodood - Tersana SC |

## Compétition

### Classement
Le classement est établi sur le barème de points classique (victoire à 3 points, match nul à 1, défaite à 0).
| Rang | Équipe                   | Pts | J  | G  | N  | P  | Bp | Bc | Diff |
| ---- | ------------------------ | --- | -- | -- | -- | -- | -- | -- | ---- |
| 1    | Al Ahly SC T             | 70  | 30 | 21 | 7  | 2  | 47 | 22 | +25  |
| 2    | Ismaily SC               | 53  | 30 | 14 | 11 | 5  | 47 | 27 | +20  |
| 3    | Zamalek SC C             | 53  | 30 | 16 | 5  | 9  | 45 | 30 | +15  |
| 4    | Tala'ea El Geish         | 51  | 30 | 14 | 9  | 7  | 33 | 22 | +11  |
| 5    | Petrojet Football Club   | 46  | 30 | 13 | 7  | 10 | 51 | 38 | +13  |
| 6    | Haras El Hodood          | 46  | 30 | 11 | 13 | 6  | 38 | 26 | +12  |
| 7    | ENPPI Club               | 46  | 30 | 12 | 10 | 8  | 42 | 33 | +9   |
| 8    | Ghazl El Mahallah        | 43  | 30 | 12 | 7  | 11 | 45 | 37 | +8   |
| 9    | Al-Masry Club            | 34  | 30 | 7  | 13 | 10 | 29 | 32 | -3   |
| 10   | Ittihad Alexandrie       | 33  | 30 | 7  | 12 | 11 | 32 | 39 | -7   |
| 11   | Tersana SC               | 32  | 30 | 8  | 8  | 14 | 30 | 40 | -10  |
| 12   | Al-Moqaouloun            | 31  | 30 | 6  | 13 | 11 | 34 | 38 | -4   |
| 13   | Itesalat P               | 31  | 30 | 8  | 7  | 15 | 25 | 46 | -21  |
| 14   | Aluminium Nag Hammadi P  | 30  | 30 | 7  | 9  | 14 | 29 | 50 | -21  |
| 15   | Baladiyyat El Mahallah P | 25  | 30 | 5  | 10 | 15 | 23 | 40 | -17  |
| 16   | Suez Ciment              | 22  | 30 | 5  | 7  | 18 | 27 | 57 | -30  |

| Légende : Qualifications et relégations | Légende : Qualifications et relégations                                |
| --------------------------------------- | ---------------------------------------------------------------------- |
|                                         | Qualification pour la Ligue des champions 2009                         |
|                                         | Qualification pour la Ligue des champions arabes 2008-2009             |
|                                         | Qualification pour la Coupe de la confédération 2009                   |
|                                         | Relégation directe en deuxième division                                |
|                                         | T : Tenant du titre C : Vainqueur de la Coupe d'Égypte P : Promu de D2 |

## Bilan de la saison
| Championnat d'Égypte de football 2007-2008 |                              |
| Champion                                   | Al Ahly SC (33e titre)       |
| Coupes et trophées                         |                              |
| Vainqueur de la Coupe d'Égypte 2007-2008   | Zamalek SC                   |
| Vainqueur de la Supercoupe d'Égypte        | Al Ahly SC                   |
| Qualifications continentales               |                              |
| Ligue des champions 2009                   | Al Ahly SC (tenant du titre) |
| Ligue des champions arabes 2008-2009       | Ismaily SC                   |
| Coupe de la confédération 2009             | ENPPI Club                   |
| Coupe de la confédération 2009             | Haras El Hodood              |
| Promotions et relégations                  |                              |
| Promus en Egyptian Premier League          | Assiout Petroleum            |
| Promus en Egyptian Premier League          | Ittihad Al Shorta            |
| Promus en Egyptian Premier League          | Al Olympi                    |
| Relégués en Egyptian Second League         | Aluminium Nag Hammadi        |
| Relégués en Egyptian Second League         | Baladiyyat El Mahallah       |
| Relégués en Egyptian Second League         | Suez Ciment                  |